# Jacek Kościelniak
Jacek Zygmunt Kościelniak (Dąbrowa Górnicza; 9 de Outubro de 1963 — ) é um político da Polónia. Ele foi eleito para a Sejm em 25 de Setembro de 2005 com 3765 votos em 32 no distrito de Sosnowiec, candidato pelas listas do partido Prawo i Sprawiedliwość.